# Чубур, Артур Артурович
Артур Артурович Чубур (род. 18 октября 1966, Белая Церковь, Киевская область) — российский археолог и историк, специалист по археологии каменного века, кандидат исторических наук, доцент Брянского государственного университета (БГУ, 2005—2022), ведущий научный сотрудник этнолого-археологической лаборатории НИИ прикладных и фундаментальных исследований БГУ и директор Научно-образовательного центра комплексного изучения Среднедеснинского региона БГУ.

## Биография
Родился 18 октября 1966 года в городе Белая Церковь Киевской области Украинской ССР, в детстве жил в Украине, в 1974—1983 — в городе Курчатове Курской области. В 1983 году окончил среднюю школу в Курчатове и заочную школу при биологическом факультете МГУ.
В 1983—1988 годах обучался на естественно-географическом факультете Курского государственного педагогического института (сейчас Курский государственный университет). В 1985—1988 годах работал лаборантом археологической лаборатории в Курском областном краеведческом музее. В 1991 году окончил факультет уфологии «всесоюзной школы» «Базис» «по нетрадиционным направлениям науки и практики».
В 1988—1999 годах вновь жил в Курчатове. В 1988—1990 годах работал школьным учителем, в 1990—1994 годах — методистом по краеведческой работе на Курчатовской станции юных туристов, в 1996—1997 годах — в городской администрации.
В 1989—1996 годах обучался в аспирантуре Института археологии РАН под руководством X. А. Амирханова. С 1990 года руководит Сеймско-Деснинской палеолитической экспедицией, работающей в Брянской, Курской и Липецкой областей России и ранее работавшей в Черниговской области Украины. Проводил полевые работы на палеолитических стоянках и исследовал использование мамонтовых «кладбищ» палеолитическими людьми. В 1997 году защитил диссертацию «Расселение верхнепалеолитического человека в центре Русской равнины (географический аспект)» и получил учёную степень кандидата исторических наук.
В 1993—1994 годах являлся руководителем Курской областной организации Либерально-демократической партии России (ЛДПР). В 1993 году победил на выборах в Государственную думу, но был отклонён от депутатства главой ЛДПР В. В. Жириновским, после чего вышел из ЛДПР. В 1997 избрался в Курчатовскую городскую думу в качестве независимого депутата, являлся депутатом до 1999 года.
В 1998 году выступил создателем Курчатовского краеведческого музея и являлся его директором до 2000 года. В 1998—2001 годах на общественных началах являлся заместителем директора по науке Центрально-Черноземного исследовательского центра по правам человека. В 1999 году в рамках программы международного обмена «Открытый мир» посещал США.
С 2000 года проживает в Брянске. В 2000—2002 годах являлся заведующим отделом природы Брянского краеведческого музея.
В 2002—2003 годах являлся заведующим кафедрой общеобразовательных и гуманитарных дисциплин Брянского филиала Московского государственного строительного университета, позднее являлся доцентом этой же кафедры.
В 2004—2022 годах работал на историческом факультете (с 2008 года — факультет истории и международных отношений) Брянского государственного университета (БГУ), с 2005 года являлся доцентом кафедры отечественной истории в древности и средневековье. Также являлся ведущим научным сотрудником этнолого-археологической лаборатории НИИ прикладных и фундаментальных исследований БГУ и директором Научно-образовательного центра комплексного изучения Среднедеснинского региона БГУ. Уволен из БГУ за оскорбление российских солдат, участвующих во вторжении в Украину.
Проходил докторантуру по отечественной истории в Российском государственном социальном университете (РГСУ), в 2005 году защитил диссертацию «Древнекаменный век бассейна Десны: историографический и источниковедческий аспекты изучения» в РГСУ.
Участвует в научно-просветительском форуме «Учёные против мифов». Является экспертом Росохранкультуры. Являлся внештатным консультантом Мезинского национального парка в Украине. С 1997 года состоит в Союзе журналистов России.

## Научная деятельность
Является автором более 200 научных статей. Занимается археологией каменного века, зооархеологией и историей археологии. Область научных интересов — палеолит Восточной Европы и плейстоценовая мегафауна.
С 1990 года занимается археологическими работами центральных областях Восточно-Европейской равнины в России и Украине, а также в Польше.
Занимался раскопками верхнепалеолитического микрорегиона Быки (1996—1999), археологической разведкой в Октябрьском, Курчатовском и Льговском районах Курской области, исследованими Хотылевского палеолитического микрорегиона под Брянском, подъёмом из Десны у села Вщиж древнерусской ладьи-однодеревки середины XIII века (2001).
Входит в редколлегию научного ежегодника «Русский сборник».